# Белшом
Белшом (фр. Bellechaume) насеље је и општина у источном делу централне Француске у региону Бургоња, у департману Јон која припада префектури Осер.
По подацима из 2011. године у општини је живело 443 становника, а густина насељености је износила 18,07 становника/km². Општина се простире на површини од 24,51 km². Налази се на средњој надморској висини од 153 метара (максималној 289 m, а минималној 119 m).

## Демографија
| 1962. | 1968. | 1975. | 1982. | 1990. | 1999. | 2011. |
| ----- | ----- | ----- | ----- | ----- | ----- | ----- |
| 222   | 259   | 270   | 276   | 333   | 441   | 443   |

График промене броја становника у току последњих година